# Cisitalia 750 GT
Les Cisitalia 750 / 850 GT sont des voitures italiennes coupé et spider produites en 1963 et 1964. Sous une même carrosserie signée  Michelotti, elles ont été les dernières Cisitalia produites avant la fermeture définitive de l'usine. Les composants mécaniques étaient directement dérivés de la Fiat 600 D, avec une cylindrée portée à 850 cm3, des freins à disque à l'avant et des performances accrues. 
De nombreuses Cisitalia 850 GT ont été vendues en Argentine où  Cisitalia ICSA était présent avec une usine à Buenos Aires jusqu'en 1964 , date de sa fermeture, en même temps que son siège italien.

## Caractéristiques
Les Cisitalia 750/850 GT sont des voitures compactes et légères ce qui leur assure une excellente tenue de route. Elles sont très agréables à conduire même à grande vitesse sur route sinueuse avec des suspensions à 4 roues indépendantes et un système de freinage avancé, avec 4 disques.
À l'intérieur, l'équipement de la voiture est impressionnant :
- sièges luxueux en cuir assurant confort et maintien en toutes circonstances,
- nombreux équipements et accessoires haut de gamme, climatisation et récepteur audio haut de gamme.

Ces voitures ont été engagées par des écuries privées dans plusieurs compétitions. Elles ont remporté plusieurs courses et rallyes internationaux. Les Cisitalia 750/850 GT sont devenues des objets de collection recherchés, appréciés pour leur design unique et leur rareté.